# Condado de Branch
El condado de Branch (en inglés: Branch County, Míchigan), fundado en 1829, es uno de los 83 condados del estado estadounidense de Míchigan. En el año 2000 tenía una población de 45.787 habitantes con una densidad poblacional de 35 personas por km². La sede del condado es Coldwater.

## Geografía
Según la Oficina del Censo, el condado tiene un área total de 1313 km² (506,9 mi²), de la cual 1282 km² (495 mi²) es tierra y 31 km² (12,0 mi²) es agua.

## Condados adyacentes
- Condado de Calhoun norte
- Condado de Hillsdale este
- Condado de St. Joseph oeste
- Condado de Steuben sur
- Condado de LaGrange suroeste

## Demografía
En el 2000 la renta per cápita promedia del condado era de $38,760, y el ingreso promedio para una familia era de $44,777. El ingreso per cápita para el condado era de $17,552. En 2000 los hombres tenían un ingreso per cápita de $32,198 frente a los $22,579 que percibían las mujeres. Alrededor del 9.30% de la población estaba bajo el umbral de pobreza nacional.

## Lugares

### Ciudades
- Bronson
- Coldwater

### Villas
- Quincy
- Sherwood
- Union City

### Comunidades no incorporadas
- Batavia Center
- Canada Shores
- Crystal Beach
- East Gilead
- Hodunk
- Lockwood
- Pearl Beach
- Ray
- Sans Souci Beach
- South Butler
- West Kinderhook

### Municipios
| - Municipio de Algansee - Municipio de Batavia - Municipio de Bethel - Municipio de Bronson | - Municipio de Butler - Municipio de California - Municipio de Coldwater - Municipio de Gilead | - Municipio de Girard - Municipio de Kinderhook - Municipio de Matteson - Municipio de Noble | - Municipio de Ovid - Municipio de Quincy - Municipio de Sherwood - Municipio de Union |